# Tudela (Cebu)
Tudela is een gemeente in de Filipijnse provincie Cebu. Bij de census van 2015 telde de gemeente ruim 11 duizend inwoners.

## Geografie

### Bestuurlijke indeling
Tudela is onderverdeeld in de volgende 11 barangays:
| - Buenavista - Calmante - Daan Secante - General - McArthur - Northern Poblacion | - Puertobello - Santander - Secante Bag-o - Southern Poblacion - Villahermosa |

## Demografie
Tudela had bij de census van 2015 een inwoneraantal van 11.296 mensen. Dit waren 1.437 mensen (14,6%) meer dan bij de vorige census van 2010. Ten opzichte van de census van 2000 was het aantal inwoners gegroeid met 895 mensen (8,6%). De gemiddelde jaarlijkse groei in die periode kwam daarmee uit op 0,54%, hetgeen lager was dan het landelijk jaarlijks gemiddelde over deze periode (1,72%).

De bevolkingsdichtheid van Tudela was ten tijde van de laatste census, met 11.296 inwoners op 33,02 km², 342,1 mensen per km².